# Marijan Šimundić
Marijan Šimundić (Lovreć kod Imotskoga 4. kolovoza 1938. – Stuttgart, 13. rujna 1967.), bio je hrvatski emigrant, zagovornik za demokratsku suverenu i slobodnu Hrvatsku. 

## Životopis
Marijan Šimundić rodio se je u Lovreću kod Imotskoga 1938. godine. Iz Jugoslavije pobjegao je 1956. godine i nakon toga u talijanskom logoru proveo je godinu dana a nakon stjecanja političkoga azila emigrantski život nastavio je u Njemačkoj. 
Nakon 39 godina njegovi posmrtni ostatci preneseni su u Split 1. prosinca 2006. godine i položeni u obiteljsku grobnicu na groblju Lovrinac.

## Ubojstvo
Ubijen je u Stuttgartu, 13. rujna 1967. godine, u atentatu po nalogu jugokomunističkih aparatčika. 
Ubio ga je Jozo Cvitanović, suradnik Uprava državne bezbednosti (UDBA), zloglasne jugoslavenske tajne policije.
Nalogodavci zločina još nisu procesuirani.

## Povezani članak
- državni terorizam

## Vanjske poveznice
- Hrvati u inozemstvu žrtve državnog terora SFRJ poslije 1945. godine. Nemilosrdne likvidacije političkih emigranata, Slobodna Dalmacija, 17. kolovoza 2000.
- Ubojstva i otmice Hrvata-emigranata, narod.hr